# Hold It Against Me
"Hold It Against Me" é uma canção da artista musical estadunidense Britney Spears, contida em seu sétimo álbum de estúdio Femme Fatale (2011). Foi escrita e produzida por Max Martin, Dr. Luke e Billboard, com auxílio na composição por Bonnie McKee. A canção foi originalmente oferecida à Katy Perry, porém McKee e Luke sentiram que ela não se adequaria à faixa. Uma demo na voz de Bonnie foi liberada em 6 de janeiro de 2011. A canção foi liberada para streaming em 10 de janeiro, sendo lançada no dia seguinte.
Musicalmente, "Hold It Against Me" mistura batidas pulsantes do dance-pop com elementos do dubstep, trance e pop industrial, além de influências proeminentes do grime. O refrão da canção possui sintetizadores cadenciados que levantam a voz de Spears, que é contrastada com as batidas da música. A canção também apresenta uma pausa que contém influências do dubstep, na qual Spears geme e manda beijos. A faixa termina com seu refrão, que contém elementos da música rave. O grupo The Bellamy Brother alegaram que a canção era similar a uma faixa lançada por eles no ano de 1979, chamada "If I Said You Had a Beautiful Body Would You Hold It Against Me"; os membros do grupo chegaram a autuar Luke, Martin e Billboard por difamação e calúnia, contudo, o caso foi arquivado, e os membros do grupo pediram desculpas.
Alguns críticos apreciaram a canção, porém outros criticaram seu conteúdo lírico. Depois de seu lançamento, estreou na liderança de seis países, nomeadamente Bélgica (região Valônia), Canadá, Dinamarca, Finlândia, Nova Zelândia e Estados Unidos. No último citado, a estreia da canção na liderança da tabela musical Billboard Hot 100 fez de Spears a segunda artista — depois de Mariah Carey — a ter mais de duas canções estreando na primeira posição da tabela, sendo sua segunda consecutiva.
A faixa foi acompanhada por um vídeo musical dirigido por Jonas Åkerlund e filmado durante os dias 22 e 23 de janeiro de 2011, que estreou no dia 17 de fevereiro de 2011 na emissora musical estadunidense MTV, após uma semana de uma campanha promocional, na qual eram liberados teasers no canal de Spears no serviço VEVO. No vídeo, Spears vive uma pop star que veio do espaço para procurar fama na Terra. Lá, ela fica oprimida com a pressão da mídia e se quebra. Depois de seu lançamento, o vídeo recebeu avaliações mistas, com alguns dos críticos elogiando seu conceito artístico, enquanto outros criticaram negativamente a quantidade de produtos contido no vídeo musical. Além de apresentar "Hold It Against Me" em várias ocasiões, a cantora ainda incluiu a música como o ato de abertura no repertório da turnê Femme Fatale Tour.

## Antecedentes

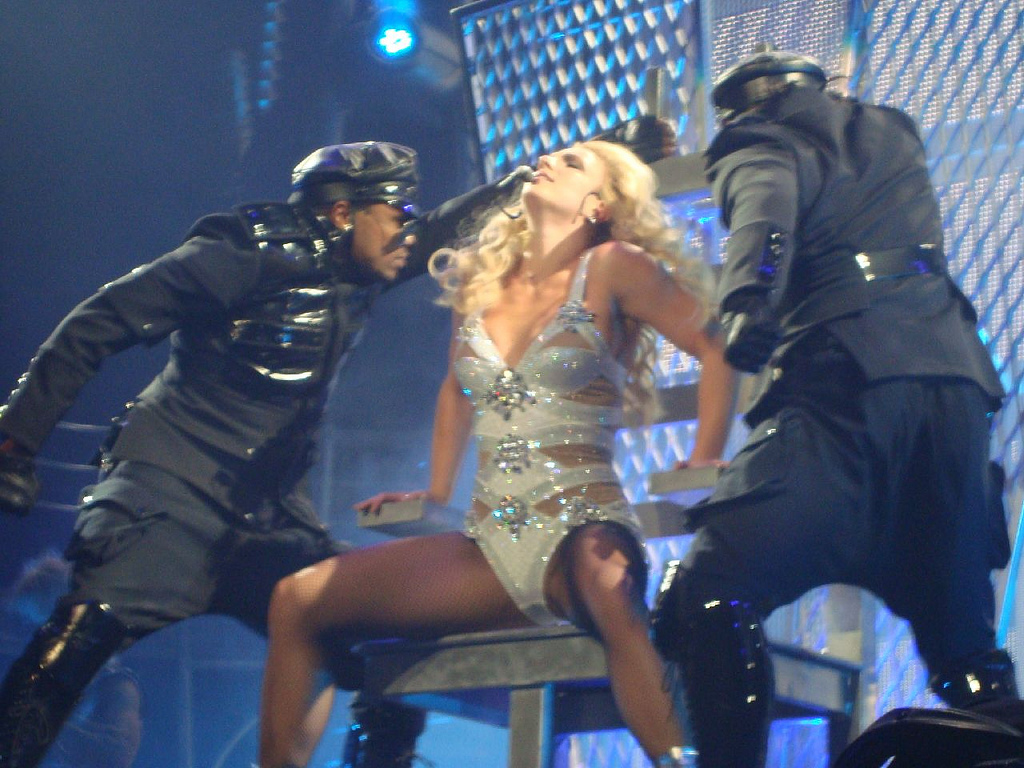
Spears apresentando "Hold It Against Me" em Vancouver, no Canadá, durante a Femme Fatale Tour.

"Hold It Against Me" foi escrita e produzida por Max Martin, Dr. Luke e Billboard, com escrita adicional por Bonnie McKee. Após escrita, Luke e Martin iriam oferecê-la à Katy Perry, porém eles concluíram que ela "definitivamente não era uma gravação de Katy Perry". Eles continuaram trabalhando na canção com Billboard; Luke comentou, "Eu queria ter certeza que soaria diferente de tudo que eu já fiz até agora. [...]". Após uma suposta letra cair na internet, Luke disse em seu Twitter que nunca havia escrito uma canção chamada 'don't hold it against me' - suposto nome da faixa - e que haviam escrito uma canção chamada 'hold it against me', mas que esta não era a letra oficial. Também foi relatado que o single seria lançado em 7 de janeiro de 2011, o que foi desmentido pelo empresário de Britney, Adam Leber. Uma demo cantada por Bonnie McKee foi lançada na internet em 6 de janeiro do mesmo ano. No mesmo dia, Spears divulgou em seu Twitter a capa do single, e comentou: "Uma demo do meu novo single vazou. Se você gostou, espere para ver a real na terça-feira".
Em 10 de janeiro de 2011, a canção estava disponível para streaming no website de Ryan Seacrest, que estreou a faixa no seu programa de rádio pouco tempo depois. Spears twittou o seguinte: "Não #HOLDITAGAINSTME por sair mais cedo. Eu não podia esperar mais. Espero que você não se importe.....". A estreia nas rádios causou o congestionamento em alguns sites. "Hold It Against Me" foi lançada digitalmente nos Estados Unidos e no Canadá na iTunes Store à 00:00 EST (00:05 UTC), onde estava exclusivamente disponível até 18 de janeiro de 2011. O single seria lançado no Reino Unido em 20 de fevereiro seguinte, porém a data foi adiantada para 17 de janeiro, devido à grande demanda.

## Composição
"Hold It Against Me" possui duração de três minutos e quarenta e nove segundos. É uma faixa do gênero dance-pop que mistura batidas palpitantes dos gêneros dubstep, trance, grime e pop industrial. Os vocais de Spears foram considerados como "pouco tratados", porém não excessivamente Auto-tunados. O refrão, evocativo de outras produções pop de Max Martin, possui sintetizadores rítmicos que elevam seus vocais e contrasta com as batidas fortes. Após o segundo refrão, a batida diminui e Spears canta as linhas com um gancho. Este é seguido por uma pausa influenciada pelo dubstep, na qual a artista diz "Me dê algo bom, não quero esperar, eu quero agora / Pode vir com tudo e me mostre como você trabalha". "Hold It Against Me" continua com uma segunda pausa, que é mais similar ao som da faixa. O refrão final possui uma pequena quantia de música rave e a canção termina de repente.
Rob Sheffield da Rolling Stone comentou que a canção "traz de volta o ambiente synth-gloom da pedra preciosa de 2007 de Britney, Blackout". Ele também comparou o riff de "Hold It Against Me" com o de "Dirty Deeds Done Dirt Cheap", canção de 1976 do grupo AC/DC. O gancho foi notado por Ann Powers do Los Angeles Times como semelhante ao de "(I Just) Died in Your Arms" (1986), do grupo Cutting Crew. De acordo com a partitura publicada pela Kobalt Music Publishing Inc., "Hold It Against Me" foi composta na clave de dó menor, com o tempo moderado de 133 batidas por minuto, com os vocais de Spears variando entre a nota baixa de sol até a nota alta de sol. Liricamente, a faixa é sobre seduzir alguém na pista de dança. James Montgomery da MTV comparou os sentimentos da letra com a de "If U Seek Amy", canção de Britney de 2009.

## Crítica
Assim que foi divulgada na internet, "Hold It Against Me" começou a receber reviews calorosas de críticos musicais, principalmente do Reino Unido e Estados Unidos. A conceituada revista Rolling Stone deu 4 de 5 estrelas dizendo "Hold It Against Me” é Britney Spears de primeira qualidade, embalada com batidas elétricas agressivas e um toque europeu" enquanto jornais britânicos ressaltaram a influência dubstep na faixa, ritmo conhecido na cena alternativa do Reino Unido mas nunca antes utilizado em um single pop. O The Guardian indicou um início de uma tendência por Britney dizendo "Depois de Hold It Against Me, espere Madonna se jogar no dubstep até o fim do ano!" e o The Sun ressaltou o perfeito mix entre a influência dubstep e uma música pop. Blogs especializados em música como Pop Justice, MuuMuse, entre outros também elogiaram bastante a canção e sua influência dubstep, sempre ressaltando como algo novo no mundo pop. Em menos de 15 minutos, Hold It Against Me alcançou a 1º posição na loja digital ITunes nos Estados Unidos.

## Vídeo musical

### Desenvolvimento
O vídeo musical de "Hold It Against Me" foi filmado nos dias 22 e 23 de janeiro de 2011 sob a direção de Jonas Åkerlund, enquanto Brian Friedman ficou a cargo da coreografia. De acordo com o empresário de Spears, Larry Rudolph, ela quis trabalhar com Åkerlund após ver o vídeo musical de "Ray of Light" (1998), mas ela não trabalhou com Åkerlund por sua "indisponibilidade ou sua falta de tempo". Spears e Åkerlund se reuniram rapidamente para criar o conceito do vídeo, mas segundo Rudolph, "[o conceito] ganhou vida própria". Foram feitas audições abertas em 22 de dezembro de 2010, e os dançarinos tinham de aprender uma coreografia similar à "Criminal Intent", da cantora Robyn.
Em 22 de janeiro de 2011, Spears escreveu uma mensagem em sua conta no Twitter sobre a gravação do vídeo, dizendo que "é uma experiência incrível" e que "é um dos melhores vídeos que eu já fiz". Em 2 de fevereiro de 2011, o site TMZ alegou que Åkerlund decidiu usar uma dupla rotina de dança para Spears, pois parecia que ela não tinha ensaiado seus movimentos suficientemente. Os representantes de Spears negaram os rumores, e Åkerlund comentou que "[Britney] foi grande durante todo o processo. [...] Eu tenho tempo suficiente para saber quando um artista dá tudo de si, e para mim ele não fica melhor do que isso. Este vídeo será muito bom! É tudo sobre Britney". Larry Rudolph mais tarde confirmou que havia sido utilizada uma dublê de corpo, mas apenas para as cenas em que Spears luta contra si mesma. A cena de luta foi coreografado por Steven Ho. Ele comentou que Spears incorporou os movimentos aprendidos durante os ensaios, mas que também tinha incorporado "seu próprio sabor", através da adição de uma pequena confusão de passos em seus calcanhares. O comprimento dos vestidos também apresentaram problemas, e havia discussões sobre encurtá-los por questões de segurança. Mais tarde foram adicionados como "armas" e Ho explicou que eles são "como se fossem lâminas afiadas, dando a Britney razões para saltar e fugir ao seu redor".
Friedman revelou que a esposa de Jonas, B. Åkerlund, foi a estilista do vídeo. B. é conhecida por seu trabalho com Madonna e Lady Gaga, mas Friedman assegurou que "não é 'Britney se fazendo de Gaga'". B. comentou posteriormente sobre a moda do vídeo, dizendo: "Nós estávamos indo para o olhar de uma constura punk-rock neste vídeo, com um toque de glamour". Para a cena do vestido de casamento, B. trabalhou com as modas de Tom Tom para criar um vestido feito sob medida. Cristais Swarovski foram usados para as "criações dos braços"; um colar de Dannijo e luvas de La Cracia foram adicionados como acessórios. Para a cena de luta, foram utilizados Spears e seus duplos vestidos personalizados por B. em colaboração com Falguni e Shane Peacock, e também sapatos esportivos de XTC. Durante a sequência de dança, Spears usa um equipamento criado por B. e enxerto de pele Designs, com joias de Tom Binns  As botas eram da própria Spears, e ficaram completamente deslumbradas com cristais Swarovski. Para a sequência dos microfones, Spears fez um olhar vermelho descrito como "ombros de crânios", concedidos por Yasmen Hussein para Swarovski Runway Rocks. Ela completa o visual com brincos e um colar de Tom Binns e anéis de Loree Rodkin. Para a cena final, Spears usa um vestido preto personalizado por Bordelle, com ligas. Seu estilo é composto por um colar de Noir e botas decorados com cristais Swarovski. Após seu lançamento, Spears ganhou 500.000 dólares por mostras produtos da Sony e da Make Up For Ever, além da página Plenty of Fish.

### Sinopse

Após Spears ter sua vida conturbada, pela mídia e por outros fatores (acima), suas personalidades lutam para saber qual irá vencer (abaixo). Essas cenas são vistas como metáforas da época em que Spears raspou a cabeça e foi parar na clínica de reabilitação para achar a sua personalidade verdadeira.

A ideia principal do vídeo é de que Spears caísse na Terra como um meteoro, tentando encontrar a fama no planeta. O vídeo começa com o meteoro caindo do espaço para a Terra, no ano de 2011, e iluminar a cidade quando ele finalmente consegue. Depois disso, a preto e branco cenas intercaladas de Spears se preparando em um palco são mostradas, enquanto as palavras "Britney Spears" e "Hold It Against Me" aparecem em letras inspiradas multicoloridas de Def Leppard. Spears é então vista vestindo shorts e mostrando sua barriga no estúdio, enquanto seus dançarinos em branco estão se vestindo à sua volta. Eles estão cercados por câmeras e luzes. Quando o primeiro refrão começa, Britney aparece usando um vestido de casamento branco dentro de uma sala de metal em forma de cilindro com fios, e rodeada por monitores de televisão reproduzindo seus vídeos anteriores. Quando o segundo verso começa, Spears canta vestindo ombreiras vermelhas brilhante em forma de crânio, com dezenas de microfones à sua volta.
Um pastiche de cenas seguintes alterna entre Spears dançando no palco, cantando com os microfones e uma cena de lábios apenas vermelho, uma referência para a cena de abertura do filme de 1975 The Rocky Horror Picture Show. Depois, Spears também está vista subindo pela sala de metal, enquanto quatro dançarinos sem olhos em branco emergem de baixo seu vestido. Quando a discriminação começa, ela começa a se ejetar da pintura através de IVs em seus dedos, manchando a sala e os monitores. Em seguida, duas versões de Britney Spears, ambas vestidas de azul e vermelho, com comboios de fluxo, são vista lutando entre si. Depois disso, ambas as versões do Spears, bem como a sua no vestido de casamento, caem exaustas no chão. Enquanto as cenas intercaladas de Spears no palco são mostradas, as outras versões de si mesma, começam a acordar. A cena final mostra Spears vestida com um vestido preto curto com seus dançarinos de preto sobre um palco, com confete e pirotecnia em torno deles. O vídeo termina com o ponto de interrogação (?) que aparecem em letras multicoloridas.

### Recepção
James Montgomery da MTV disse que, embora o vídeo ultrapassou seus clipes mais emblemáticos em termos de espectáculo puro, ainda exibido um nível de retenção nos seus temas. Ele resumiu a opinião, dizendo que era um de seus todos os tempos melhores vídeos, acrescentando que "não há verdadeira arte para o vídeo, o que torna tanto bonito para olhar e poderoso." Matthew Perpetua da Rolling Stone chamou de "uma agressão visual total", e acrescentou que "é uma mistura de tudo o que temos vindo a esperar de Britney", como figurinos sensuais e coreografias elaboradas. Aaron Parsley da People acreditou que a seqüência de luta foi o destaque do vídeo, mas descartou a colocação de produtos.. Bill Lamb, da About.com, disse que o vídeo foi visualmente estelar, mas acrescentou que era "difícil saber" se vai "coincidir com o impacto de" clips como "Baby One More Time"e "Toxic". Willa Paskin da New York Magazine considerou como "uma energia de alto, profissionais ,vídeo dançante", mas afirmou que "[as imagens] compensar o fato básico de que ela não está na forma de dançar, ou mesmo, realizando de forma que ela já foi." Leah Greenblatt do Entertainment Weekly comandou a direção do Åkerlund, mas criticou Spears para sua falta de envolvimento, e comentou: "É difícil não se perguntar: Será Britney ter algum divertimento?"
Ed Masley da The Arizona Republic, afirmou o , viveu até a campanha publicitária dos teasers, e acrescentou que foi sem dúvida um dos seus "filmes mais artísticos" vídeos até à data. Drew Concessão da Salon.com, disse que, apesar da colocação do produto, o vídeo "[é] visualmente deslumbrante, com uma 'Matrix' reúne vibe" A Cela ", que terá Lady Gaga desejando que ela tinha pensado em gotas de tinta IV primeiro." Alex Catarinella da The Huffington Post considerou como sua obra maior e mais madura, disse que o vídeo acabou por ser simples em seu conceito, e acrescentou:"A estrela pop, uma vez perfeita voltou e está oferecendo aos fãs o novo, usado-e-rasgadas e sim, Britney 'mais forte do que ontem'." O uso da colocação do produto recebeu críticas da mídia. Megan Gibson de Time disse que era "fronteira insultante" e comentou: "nós temos que é difícil momento econômico em todo, mas não podiam ter sido um pouco mais sutil, com [ele]?". Liz Kelly, do The Washington Post chamou o clipe de "um infomercial" e disse: "Gostaria de escrever mais, mas de repente sentimos a necessidade de colocar em algum Make Up Forever and dash para fora para comprar uma TV de tela plana da Sony."

## Apresentações ao vivo
Spears apresentou a canção pela primeira vez no Rain Nightclub no Palms Casino Resort em 25 de março de 2011. Com uma montagem dos seus vídeos musicais, Britney apareceu no palco vestindo um macacão de lantejoulas acompanhada de bailarinos do sexo masculino. De acordo com Jocelyn Vena da MTV News a apresentação incluiu uma jogada de cabelo sexy e uma máquina de vento. Ela também cantou "Big Fat Bass" e "Till the World Ends" durante a performance. A artista também gravou um concerto das canções no Bill Graham Civic Auditorium em 27 de março de 2011, que foi exibido no Good Morning America dois dias depois. No mesmo dia, Spears apresentou as três faixas novamente no Jimmy Kimmel Live!. "Hold It Against Me" também foi apresentada durante a Femme Fatale Tour. Após letras de neon com "Femme Fatale" escrito ser levantada a partir do palco, o show começa com uma introdução em vídeo na qual Spears foi presa pela polícia após uma sequência de perseguição. Após ela dizer "Eu não sou tão inocente" — frase de "Oops!... I Did It Again" — as telas de vídeo se separam e ela aparece na frente de uma estrutura metálica em um traje de prata para executar "Hold It Against Me". Andrew Matson do The Seattle Times disse que a performance "define o ritmo: quente e pesada".

## Covers
"Hold It Against Me" foi regravada pelo artista estado-unidense Miguel para a Billboard. Fuzileiros navais dos esquadrões de helicópteros Rein 266 e 169 HMLA postaram um vídeo no serviço YouTube no qual eles dublavam a canção em sua base no Afeganistão. Spears postou o vídeo em seu Twitter e agradeceu aos soldados. A banda estado-unidense de música pop Selena Gomez & the Scene prestou tributo à Spears durante a turnê We Own the Night Tour (2011), em divulgação do terceiro álbum do grupo, When the Sun Goes Down. Durante a digressão, eles apresentaram "Hold It Against Me" em uma sessão com "...Baby One More Time", "(You Drive Me) Crazy", "Oops!... I Did It Again", "I'm a Slave 4 U" e "Toxic", mixadas semelhantemente com o Chris Cox Megamix, incluído em Greatest Hits: My Prerogative (2004). A faixa recebeu um cover da atriz Heather Morris no episódio Britney 2.0 da 4ª temporada do seriado Glee, como número de introdução do episódio.

## Faixas e formatos
| Download digital |                      |         |  |
| N.º              | Título               | Duração |  |
| 1.               | "Hold It Against Me" | 3:49    |  |

| CD single |                                     |         |  |
| N.º       | Título                              | Duração |  |
| 1.        | "Hold It Against Me"                | 3:49    |  |
| 2.        | "Hold It Against Me" (instrumental) | 3:49    |  |

| Extended play digital de remixes |                                                      |         |  |
| N.º                              | Título                                               | Duração |  |
| 1.                               | "Hold It Against Me" (Adrian Lux & Nause Radio)      | 3:05    |  |
| 2.                               | "Hold It Against Me" (JumpSmokers Club)              | 6:02    |  |
| 3.                               | "Hold It Against Me" (Ocelot Club)                   | 6:14    |  |
| 4.                               | "Hold It Against Me" (Smoke 'N Mirrors Club)         | 7:41    |  |
| 5.                               | "Hold It Against Me" (Funk Generation Radio)         | 3:48    |  |
| 6.                               | "Hold It Against Me" (Tracy Young Ferosh Anthem Mix) | 8:38    |  |
| 7.                               | "Hold It Against Me" (Abe Clement Radio)             | 4:02    |  |

## Créditos
Lista-se abaixo todos os profissionais envolvidos na elaboração de "Hold It Against Me", de acordo com o encarte do CD Single:
| - Britney Spears - vocais - Dr. Luke - produção, escrita, instrumentação e programação - Max Martin - produção, escrita, instrumentação e programação - Bonnie McKee - escrita e vocais de apoio - Billboard - co-produção, escrita, instrumentação e programação - Myah Marie - vocais de apoio | - Emily Wright - engenharia - Sam Holland - engenharia - Tim Roberts - engenharia - Venza Gottwald - engenharia - John Hannes - engenharia - Serban Ghenea - mistura de áudio |

## Desempenho nas tabelas musicais
| Parada (2011)                                  | Melhor posição |
| ---------------------------------------------- | -------------- |
| O campo songid é OBRIGATÓRIO PARA PARADA ALEMÃ | 23             |
| Austrália (ARIA)                               | 4              |
| Áustria (Ö3 Austria Top 75)                    | 16             |
| Bélgica (Ultratop 50 de Flandres)              | 2              |
| Bélgica (Ultratop 50 da Valônia)               | 1              |
| Brasil (Brasil Hot 100 Airplay)                | 35             |
| Brasil (Billboard Hot Pop Songs)               | 12             |
| Canadá (Canadian Hot 100)                      | 1              |
| Coreia do Sul (Gaon International Chart)       | 1              |
| Dinamarca (Hitlisten)                          | 1              |
| Escócia (Scottish Singles Chart)               | 4              |
| Eslováquia (Rádio Top 100)                     | 3              |
| Espanha (PROMUSICAE)                           | 6              |
| Estados Unidos (Billboard Hot 100)             | 1              |
| Estados Unidos (Billboard Dance Club Songs)    | 1              |
| Estados Unidos (Billboard Pop Songs)           | 3              |
| Finlândia (Suomen virallinen lista)            | 1              |
| França (SNEP)                                  | 31             |
| Hungria (Rádiós Top 40)                        | 33             |
| Irlanda (IRMA)                                 | 5              |
| Itália (FIMI)                                  | 2              |
| Japão (Japan Hot 100)                          | 8              |
| Nova Zelândia (Recorded Music NZ)              | 1              |
| Noruega (VG-lista)                             | 2              |
| Países Baixos (Single Top 100)                 | 20             |
| Polônia (Polish Music Charts)                  | 4              |
| Reino Unido (UK Singles Chart)                 | 6              |
| República Checa (Rádio Top 100)                | 17             |
| Suécia (Sverigetopplistan)                     | 9              |
| Suíça (Schweizer Hitparade)                    | 7              |

| País                  | Certificação |
| --------------------- | ------------ |
| Austrália (ARIA)      | Platina      |
| Estados Unidos (RIAA) | 2× Platina   |
| México (AMPROFON)     | Ouro         |
| Nova Zelândia (RIANZ) | Ouro         |
| Suécia (GLF)          | 2× Platina   |
| Reino Unido (BPI)     | Prata        |

## Histórico de lançamento
| País           | Data                    | Formato            | Gravadora    |
| -------------- | ----------------------- | ------------------ | ------------ |
| Estados Unidos | 10 de janeiro de 2011   | Radio premiere     | Jive Records |
| Austrália      | 11 de janeiro de 2011   | Download digital   | Jive Records |
| Canadá         | 11 de janeiro de 2011   | Download digital   | Jive Records |
| Dinamarca      | 11 de janeiro de 2011   | Download digital   | Jive Records |
| Finlândia      | 11 de janeiro de 2011   | Download digital   | Jive Records |
| França         | 11 de janeiro de 2011   | Download digital   | Jive Records |
| Grécia         | 11 de janeiro de 2011   | Download digital   | Jive Records |
| Itália         | 11 de janeiro de 2011   | Download digital   | Jive Records |
| Irlanda        | 11 de janeiro de 2011   | Download digital   | Jive Records |
| México         | 11 de janeiro de 2011   | Download digital   | Jive Records |
| Nova Zelândia  | 11 de janeiro de 2011   | Download digital   | Jive Records |
| Noruega        | 11 de janeiro de 2011   | Download digital   | Jive Records |
| Portugal       | 11 de janeiro de 2011   | Download digital   | Jive Records |
| Espanha        | 11 de janeiro de 2011   | Download digital   | Jive Records |
| Suécia         | 11 de janeiro de 2011   | Download digital   | Jive Records |
| Suíça          | 11 de janeiro de 2011   | Download digital   | Jive Records |
| Países Baixos  | 11 de janeiro de 2011   | Download digital   | Jive Records |
| Estados Unidos | 11 de janeiro de 2011   | Download digital   | Jive Records |
| Polônia        | 11 de janeiro de 2011   | Download digital   | Jive Records |
| Brasil         | 11 de janeiro de 2011   | Download digital   | Jive Records |
| Reino Unido    | 17 de janeiro de 2011   | Download digital   | RCA Records  |
| Estados Unidos | 18 de janeiro de 2011   | Mainstream airplay | Jive Records |
| Alemanha       | 18 de fevereiro de 2011 | CD Single          | Jive Records |